# Lagos Arrow
Os lagos Arrow são dois lagos localizados na Colúmbia Britânica, Canadá. Esta formação lagunar era inicialmente dividida em Lago Arrow Superior e Lago Arrow Inferior e devem a sua formação ao rio Columbia.
O conjunto de dois lagos está situado entre as Montanhas Selkirk para leste e as Montanhas Monashee para oeste. As suas margens são intercaladas por promontórios rochosos e penhascos íngremes. As encostas das montanhas em redor são fortemente arborizadas, e fazem aumentar drasticamente a elevações em torno do lago que ronda os 2600 m. 
Esta formação lagunar tornou-se um só lago com 230 km de comprimento, devido à construção da Barragem Keenleyside criada em 1960. Os dois lagos permanecem distintos, ligados por uma secção estreita. O represamento do lago resultou numa subida da água de 12 metros acima dos níveis naturais.